# Сінклер (Вайомінг)
Сінклер (англ. Sinclair) — місто (англ. town) в США, в окрузі Карбон штату Вайомінг. Населення — 374 особи (2020).

## Географія
Сінклер розташований за координатами 41°46′34″ пн. ш. 107°7′12″ зх. д. / 41.77611° пн. ш. 107.12000° зх. д. (41.776084, -107.119940).  За даними Бюро перепису населення США в 2010 році місто мало площу 6,30 км², уся площа — суходіл.

## Демографія
Згідно з переписом 2010 року, у місті мешкали 433 особи в 170 домогосподарствах у складі 123 родин. Густота населення становила 69 осіб/км².  Було 198 помешкань (31/км²).
Расовий склад населення:
| - 94,2 % — білих - 0,7 % — корінних американців - 0,5 % — азіатів - 2,1 % — осіб інших рас |

До двох чи більше рас належало 2,5 %. Частка іспаномовних становила 6,5 % від усіх жителів.
За віковим діапазоном населення розподілялося таким чином: 24,9 % — особи молодші 18 років, 62,6 % — особи у віці 18—64 років, 12,5 % — особи у віці 65 років та старші. Медіана віку мешканця становила 39,5 року. На 100 осіб жіночої статі у місті припадало 109,2 чоловіків;  на 100 жінок у віці від 18 років та старших — 104,4 чоловіків також старших 18 років.
Середній дохід на одне домашнє господарство  становив 77 412 долари США (медіана — 76 750), а середній дохід на одну сім'ю — 87 743 долари (медіана — 89 271). Медіана доходів становила 69 063 долари для чоловіків та 35 357 доларів для жінок. За межею бідності перебувало 7,0 % осіб, у тому числі 4,8 % дітей у віці до 18 років та 28,9 % осіб у віці 65 років та старших.
Цивільне працевлаштоване населення становило 225 осіб. Основні галузі зайнятості: мистецтво, розваги та відпочинок — 19,1 %, освіта, охорона здоров'я та соціальна допомога — 17,3 %, виробництво — 16,4 %, публічна адміністрація — 15,6 %.
За даними перепису 2000 року,
на території муніципалітету мешкало 423 людей, було 168 садиб та 115 сімей.
Густота населення становила 67,2 осіб/км². Було 211 житлових будинків.
З 168 садиб у 34,5% проживали діти до 18 років, подружніх пар, що мешкали разом, було 56,0 %,
садиб, у яких господиня не мала чоловіка — 7,7 %, садиб без сім'ї — 31,0 %.
Власники 27,4 % садиб мали вік, що перевищував 65 років, а в 13,7 % садиб принаймні одна людина була старшою за 65 років.
Кількість людей у середньому на садибу становила 2,52, а в середньому на родину 3,02.
Середній річний дохід на садибу становив 48 214 доларів США, а на родину — 54 688 доларів США.
Чоловіки мали дохід 36 875 доларів, жінки — 26 250 доларів.
Дохід на душу населення був 22 384 доларів.
Приблизно 1,7 % родин та 4,7 % населення жили за межею бідності.
Серед них осіб до 18 років було 6,1 %, і понад 65 років — нікого.
Середній вік населення становив 41 років.